# Иския ди Кастро
Иския ди Кастро (на италиански: Ischia di Castro) е село и община в Централна Италия, намираща се в район Лацио, подчиняващ се на административния център Витербо.
Населението е 2444 души (преброяване от 2008 г.), плътността на населението е 23,53 д/km². Заема площ 104,73 км². Пощенски код – 01010. Телефонен код – 0761.
Покровителят на населеното място е Свети Ермете. Празникът на светеца се празнува ежегодно на 28 август.

## Паметници и забележителности

### Религиозни паметници
- Фреската на Мадоната от Джилио – стенопис в открит параклис направен по легендата за среща на младо местно момиче с Богородица, считаща се за покровителка на града;
- Катедралата „Свети Ермете“
- Църквата „Сан Роко“

### Гражданска архитектура
В района се намиран руините на древния град Кастро, разрушен през 1649 г.
В града се намира Дворецът на дожите по проект на Антонио да Сангало.

### Природни забележителности
На територията на общината се намира природния резерват на Лацио – „Селва дел Ламоне“.